# Инвестиционный климат
Инвестиционный климат — экономические, финансовые и социально-политические условия в регионе, которые влияют на склонность инвестора инвестировать, а также брать кредиты и занимать.

## Определение
Ряд экономистов считают, что инвестиционный климат — это экономические, финансовые и социально-политические условия в регионе, которые влияют на склонность инвестора предоставлять кредиты или вкладывать в долю предприятия, а также брать кредиты или занимать. 

Другие определяют инвестиционный климат как институциональные, политические и регулятивные факторы темпа и характер роста секторов экономики.

## Факторы влияния
На инвестиционный климат влияют различные факторы: бедность, преступность, инфраструктура, участие рабочей силы, национальная безопасность, политическая нестабильность, неопределённость режима, налоги, верховенство закона, имущественные права, правительственные постановления, прозрачность правительства и подотчётность правительства и другие.
Факторы, влияющие на инвестиционную привлекательность региона, делят на мягкие и жёсткие (которые изменить невозможно или это трудоёмко). 
К мягким относят нормативную и законодательную базу, финансовое и налоговое стимулирование, коммуникацию между властью и бизнесом, профессиональную поддержку бизнеса и административные процессы, транспортную доступность. К жёстким — географическое положение, природные ресурсы, физическая инфраструктура, доступность качественного человеческого капитала и объём внутреннего рынка.

## Оценка инвестиционного климата
Неблагоприятный инвестиционный климат может являться препятствием для инвестирования в экономику региона, а значит способствует слаборазвитости экономики региона.
Оценка инвестиционного климата основывается на субъективных и контекстуальных факторах в дополнение к стандартизированным показателям. Различные показатели измеряют отдельные аспекты инвестиционного климата. Различные факторы влияют на качество инвестиционного климата и конкретный набор мер политики зависит от конкретного региона, но для сравнительного анализа понимания делового инвестиционного климата в странах Группа Всемирного банка использует следующие пять измерений:
1. конкурентоспособность;
2. воспринимаемые предпринимателями ограничения;
3. деловые и инвестиционные барьеры;
4. риск и неопределённость политики;
5. стоимость операций.

Показатели Группы Всемирного банка измеряют проблемы регулирования бизнеса, основанные на сочетании статистических данных, нормативной информации и бизнес-исследований. И они  отслеживают только некоторые элементы инвестиционного климата и должны рассматриваться в более широком контексте страны. Кроме того, они не должны рассматриваться в отрыве от других проблем и целей, таких как социальная и экологическая устойчивость. Кроме того, существует множество других региональных и страновых источников информации. Ключевые глобальные межстрановые показатели различных аспектов инвестиционного климата недостаточно для получения полной картины обязательных ограничений и проблем инвестиционной конкурентоспособности. Проблемы включают в себя отсутствие данных по многим странам (особенно с низким уровнем дохода и нестабильностью), трудности с извлечением политических последствий из этих данных, отсутствие дезагрегации до уровня, позволяющего проводить анализ, или отсутствие сопоставимости между странами. Кроме того, диагностические системы показателей, использующие межстрановые показатели, часто используют различные методологии.

## Глобальные межстрановые показатели инвестиционного климата
По версии Группы Всемирного банка ключевыми глобальными межстрановыми показателями инвестиционного климата являются:
- Рейтинг лёгкости ведения бизнеса (DB);
- Индекс глобальной конкурентоспособности (WCI);
- Обследования предприятий (Enterprise Surveys, ES);
- Всемирные показатели управления[англ.] (WGI)

## Инвестиционный климат в мире
Международные организации ставят перед своими государствами-членами задачи создания прозрачного, стабильного и предсказуемого инвестиционного климата с надлежащим соблюдением контрактов, соблюдением прав собственности, внедрёнными в макроэкономическую политику, прозрачными и стабильными институтами, а также со свободной и справедливой конкуренцией. 